# Deretaphrus viduatus
Deretaphrus viduatus is een keversoort uit de familie knotshoutkevers (Bothrideridae). De wetenschappelijke naam van de soort werd in 1862 gepubliceerd door Francis Polkinghorne Pascoe.

## Synoniemen
- Deretaphrus colydioides Pascoe, 1862
- Deretaphrus cribriceps Blackburn, 1903
- Deretaphrus popularis Blackburn, 1903
- Deretaphrus sparsiceps Blackburn, 1903